# لوکوف (ناحیه زنویمو)
لوکوف (به چکی: Lukov) یک منطقهٔ مسکونی در جمهوری چک است که در ناحیه زنویمو واقع شده‌است. لوکوف ۱۴٫۲۸ کیلومتر مربع مساحت و ۲۷۰ نفر جمعیت دارد و ۴۱۵ متر بالاتر از سطح دریا واقع شده‌است.